# Melanie Burke
Melanie Burke (* 21. Dezember 1980 in Wanganui) ist eine ehemalige Duathletin und Triathletin aus Neuseeland, die früher im Rudersport aktiv war. Sie ist Duathlon-Weltmeisterin auf der Langdistanz (2011).

## Werdegang
Melanie Burke war im nationalen Ruderverband aktiv und 2004 verpasste sie eine angestrebte Qualifikation für die Olympischen Sommerspiele.
2007 wurde sie neuseeländische Marathon-Meisterin.

### ITU-Weltmeisterin Duathlon 2011
Im September 2011 wurde sie im schweizerischen Zofingen Duathlon-Weltmeisterin auf der Langdistanz (10 km Laufen, 150 km Radfahren und 30 km Laufen). Sie wurde trainiert vom ehemaligen neuseeländischen Leichtathleten Barry Magee und im Schwimmen vom Triathleten und Ironman-Sieger Rick Wells.
Im August 2013 wurde sie in Taupō nationale Duathlon-Meisterin. 2014 startete die 34-Jährige erstmals beim Ironman Hawaii und belegte den 29. Rang.
Im Mai 2018 wurde sie Zweite beim Ironman Australia und qualifizierte sich damit zum zweiten Mal nach 2014 für einen Startplatz beim Ironman Hawaii (Ironman World Championships).
Seit 2018 tritt Melanie Burke nicht mehr international in Erscheinung.
Melanie Burke lebt heute in Auckland.

## Sportliche Erfolge
| Datum/Jahr    | Rang | Wettbewerb                                     | Austragungsort   | Zeit     | Bemerkung                                                         |
| ------------- | ---- | ---------------------------------------------- | ---------------- | -------- | ----------------------------------------------------------------- |
| 25. Aug. 2013 | 1    | NZL Duathlon National Championships            | Taupō            | 02:15:49 | Nationale Duathlon-Meisterin                                      |
| 4. Sep. 2011  | 1    | ITU Long Distance Duathlon World Championships | Zofingen         | 07:11:43 | Duathlon-Weltmeisterin                                            |
| 14. Aug. 2011 | 1    | NZL Duathlon National Championships            | Taupō            | 02:12:06 | Nationale Duathlon-Meisterin (OTU Duathlon Oceania Championships) |
| 5. Sep. 2010  | 12   | ITU Duathlon World Championships               | Edinburgh        | 02:13:14 | [ 4 ]                                                             |
| 22. Aug. 2010 | 1    | NZL Duathlon National Championships            | Christchurch     | 02:07:02 | Nationale Duathlon-Meisterin (OTU Duathlon Oceania Championships) |
| 23. Aug. 2009 | 1    | NZL Duathlon National Championships            | Palmerston North | 02:03:35 | Nationale Duathlon-Meisterin (OTU Duathlon Oceania Championships) |

| Datum/Jahr    | Rang | Wettbewerb          | Austragungsort | Zeit     | Bemerkung                              |
| ------------- | ---- | ------------------- | -------------- | -------- | -------------------------------------- |
| 13. Okt. 2018 |      | Ironman Hawaii      | Hawaii         |          |                                        |
| 6. Mai 2018   | 2    | Ironman Australia   | Port Macquarie | 08:14:37 | mit neuem Streckenrekord               |
| 1. Mai 2016   | 4    | Ironman Australia   | Port Macquarie | 09:56:53 |                                        |
| 5. März 2016  | 11   | Ironman New Zealand | Taupō          | 09:49:12 |                                        |
| 7. März 2015  | 3    | Ironman New Zealand | Taupō          |          |                                        |
| 12. Okt. 2014 | 29   | Ironman Hawaii      | Hawaii         | 09:54:04 |                                        |
| 8. Juni 2014  | 2    | Ironman Cairns      | Cairns         |          |                                        |
| 4. Mai 2014   | 3    | Ironman Australia   | Port Macquarie | 09:32:53 | hinter der Siegerin Melissa Hauschildt |
| 2. März 2013  | 9    | Ironman New Zealand | Taupō          | 10:09:02 |                                        |

| Datum/Jahr   | Rang | Wettbewerb                                      | Austragungsort | Zeit  | Bemerkung         |
| ------------ | ---- | ----------------------------------------------- | -------------- | ----- | ----------------- |
| 6. Jan. 2012 | 7    | Neuseeländische Straßen-Radmeisterschaften 2012 | Christchurch   | 37:43 | Zeitfahren, 25 km |